# Death God
Death God (末世纪死神?, Death God 4) è un manga scritto e disegnato da Sho Satogane. Si compone di due volumi, editi dalla casa editrice Mag Garden, mentre in Italia la pubblicazione è stata curata dalla Star Comics.

## Trama
In quest'epoca misteriose creature vagano per il mondo divorando gli esseri umani. Solamente l'organizzazione shinigami sotto il controllo dell'Oscura Signora ha il potere di fermarli. Ma questo loro compito si troverà ben presto davanti ad un insormontabile ostacolo.

## Volumi
| Nº | Titolo italiano | Data di prima pubblicazione | Data di prima pubblicazione |
| Nº | Titolo italiano | Giapponese                  | Italiano                    |
| 1  | Death God 1 | 2007                        | 7 maggio 2008               |
| 1  | Capitoli - 1. Phase: 1 - Senza scampo - 2. Phase: 2 - Sturm und drang - 3. Phase: 3 - Selezione naturale - 4. Phase: 4 - Furia Bestiale - Storia a parte 1: Zero episode 1 - Storia a parte 2: Zero episode 2 |                             |                             |
| 2  | Death God 2 | 2007                        | 10 luglio 2008              |
| 2  | Capitoli - 5. Phase: 5 - Resurrezione - 6. Phase: 6 - Un bagliore accecante - 7. Phase: 7 - Frantumazione - 8. Phase: final - Mali estremi, estremi rimedi - Special story: Tenri, il cacciatore di spiriti   |                             |                             |